# The Hobo
The Hobo este un film de comedie mut american din anul 1917 în care joacă actorul Oliver Hardy (Bran).

## Distribuția
- Billy West - Vagabondul
- Oliver Hardy - Harold (ca Babe Hardy)
- Leo White - Dl. Fox
- Bud Ross
- Virginia Clark - Dolly